# Alfonso XIII (1913)

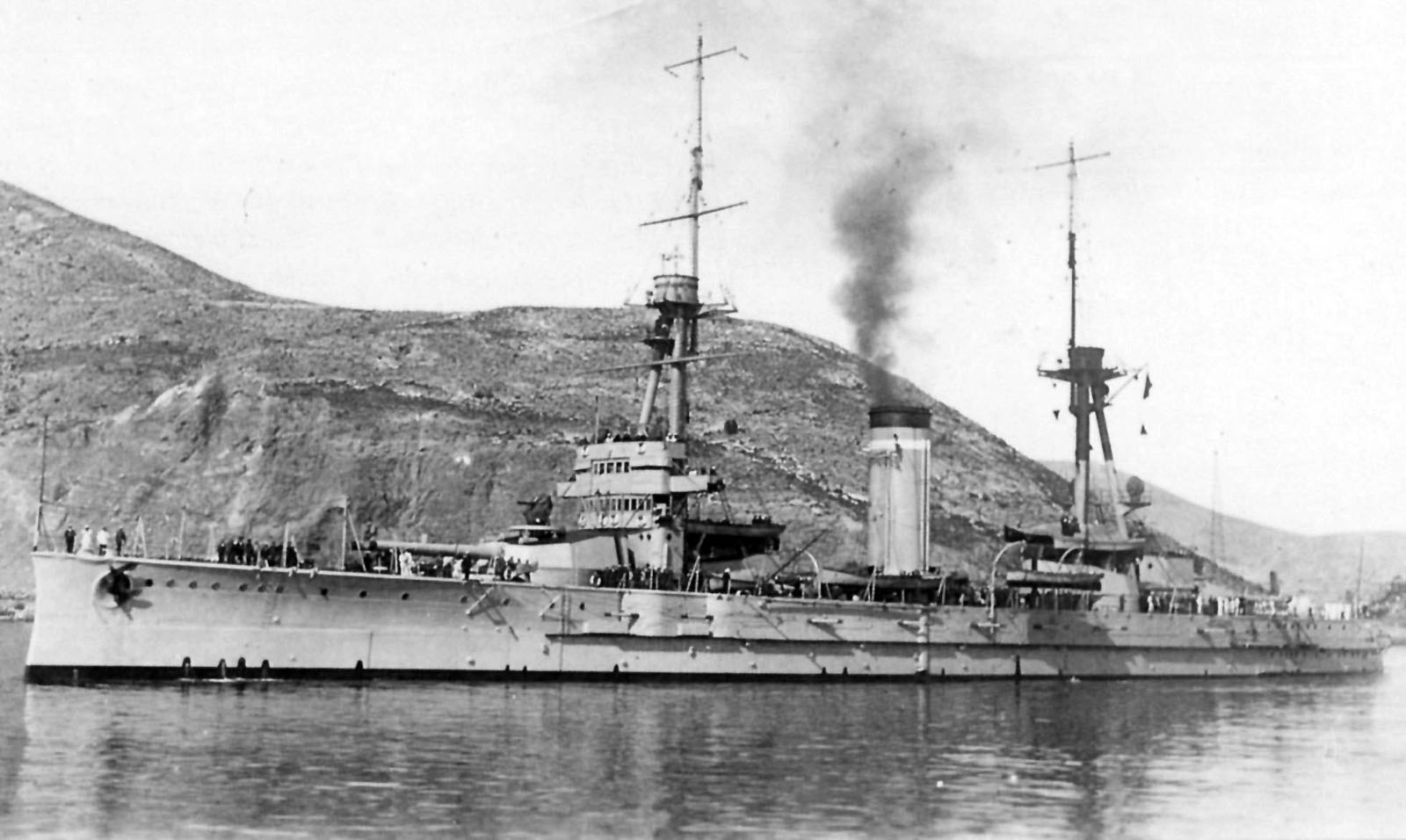
Alfonso XIII i början av 1920-talet.

Alfonso XIII var ett dreadnought-slagskepp i Spaniens flotta. Hon var det andra av tre systerfartyg i España-klassen, som hon bildade tillsammans med España och Jamie I. Alfonso XIII och hennes systrar tillkom i samband med en upprustning av den spanska flottan, följande landets nederlag mot Förenta Staterna i Spansk-amerikanska kriget 1898. Slagskeppet förde en huvudbestyckning av åtta 30,5 cm kanoner i fyra dubbeltorn, och sekundär bestyckning av 20 stycken 10,2 cm kanoner i kasematter
Alfonso XIII byggdes av ett spanskt-brittiskt konsortium. Fartyget kölsträcktes i Ferrol och sjösattes den 7 maj 1913. Första världskrigets utbrott året efter sänkte dock byggnadstakten avsevärt, då mycket av materielen till fartyget importerades från Storbritannien, varför fartyget blev leveransklart först den 16 augusti 1915. Sedan España förlist 1923 efter en grundstötning övertog Alfonso XIII systerfartygets namn. Hon låg i Ferrol när Spanska inbördeskriget bröt ut sommaren 1936. Samma år kapades hon av nationalistsidan, men sjönk 1937 utanför Kap Penas efter en minsprängning. Fartyget fick sitt namn efter den spanske kungen Alfons XIII. 